# Close Quarters Battle

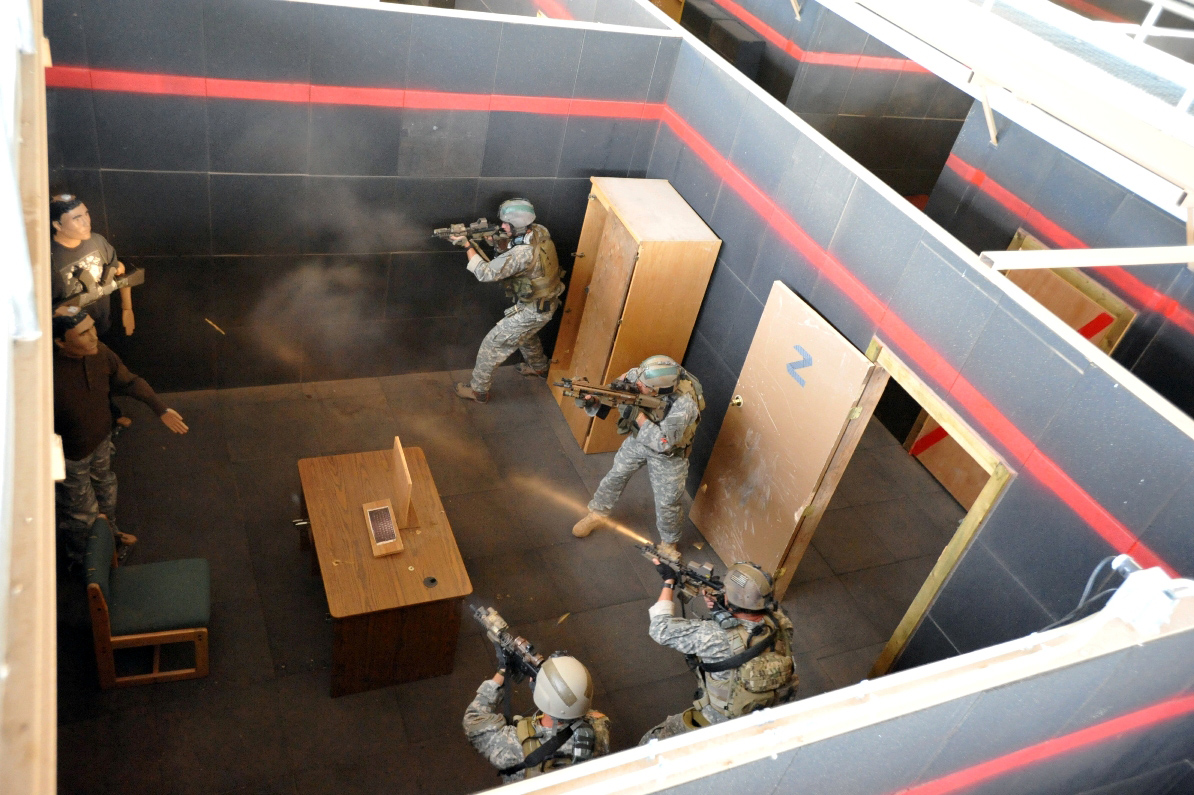
Speciální jednotky během výcviku ve Fort Carson v Coloradu

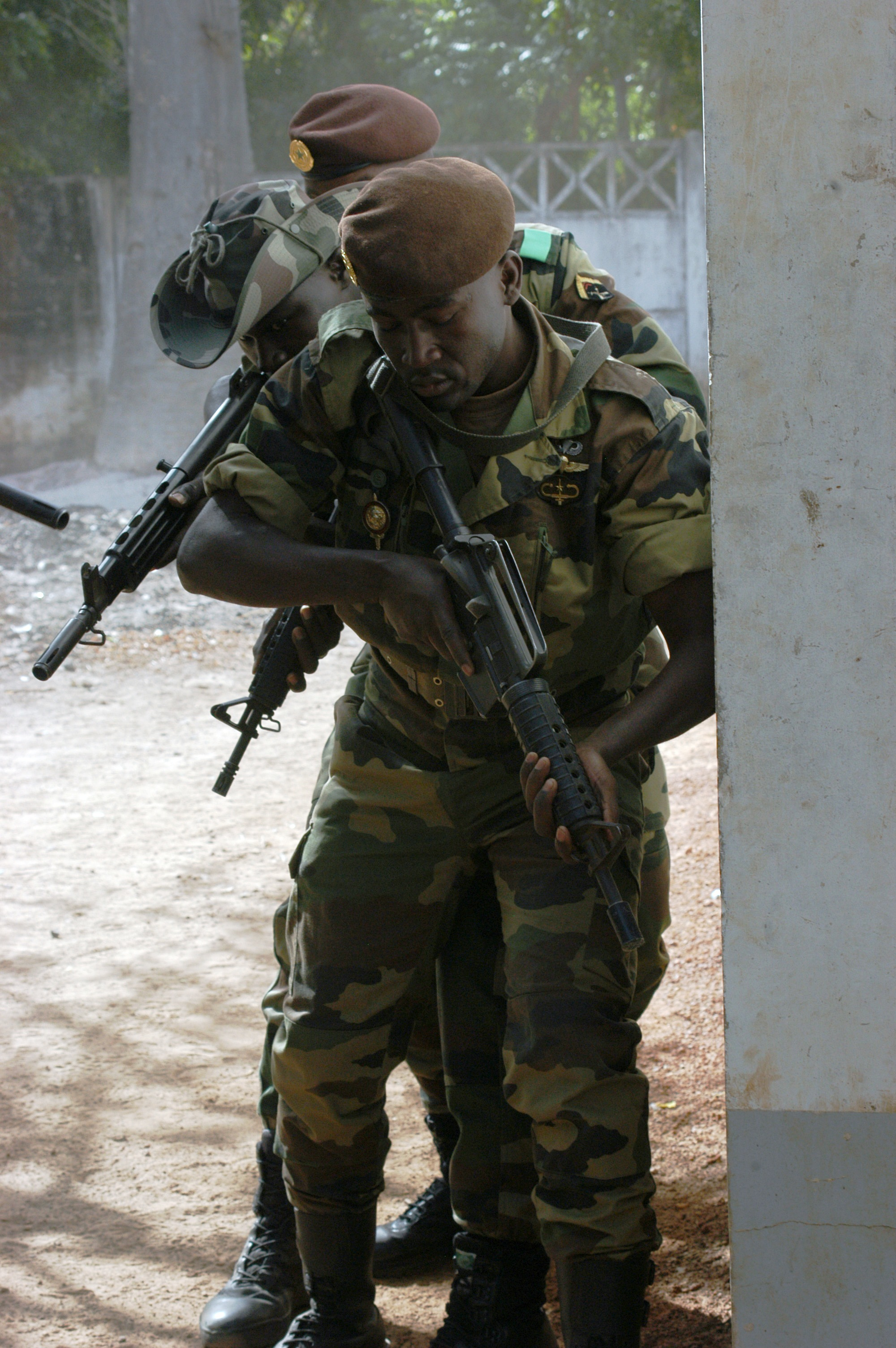
Senegalská jednotka cvičící CQB

Close Quarters Battle (často Close Quarters Combat, zkráceně CQB/CQC nebo také boj na krátkou vzdálenost) je způsob boje používaný armádami a speciálními jednotkami v uzavřených prostorech a na krátkou vzdálenost. První zmínky o tomto druhu boje se objevují ke konci 70. let 20. století, kdy britské speciální jednotky SAS zahájily výcvik ve speciálně upravené budově s teroristy a rukojmími uvnitř. Postupně začaly tento styl výcviku přebírat jiné protiteroristické útvary.